# Bläcktärnsjön
Bläcktärnsjön este o arie protejată (arie specială de conservare — SAC, sit de importanță comunitară — SCI) din Suedia întinsă pe o suprafață de 23,9 ha, integral pe uscat.

## Localizare
Centrul sitului Bläcktärnsjön este situat la coordonatele 60°33′26″N 17°16′42″E / 60.5572°N 17.2782°E.

## Înființare
Situl Bläcktärnsjön a fost declarat sit de importanță comunitară în ianuarie 1997 pentru a proteja 2 specii de plante. Situl a fost protejat și ca arie specială de conservare în martie 2011.

## Biodiversitate
Situată în ecoregiunea boreală, aria protejată conține 5 habitate naturale: Păduri fino-scandinave bogate în ierburi cu Picea abies, Ape puternic oligomezotrofe cu vegetație bentonică cu Chara spp., Taiga vestică, Mlaștini alcaline, Păduri caducifoliate de mlaștină fino-scandinave.
La baza desemnării sitului se află mai multe specii protejate de  plante (2): papucul doamnei (Cypripedium calceolus), Hamatocaulis vernicosus.